# Michael Fassbender
Michael Fassbender, född 2 april 1977 i Heidelberg, Västtyskland, är en tysk-irländsk skådespelare.

## Biografi
Fassbender föddes i Västtyskland men växte främst upp i Killarney i södra Irland med en tysk far och mor från Nordirland. Han har bland annat medverkat i Band of Brothers, 300, Eden Lake, Fish Tank och X-Men: First Class. Han spelade också rollen som Lt. Archie Hicox i Inglourious Basterds.
Han nominerades till såväl en Golden Globe som en BAFTA Award för sin roll som Brandon Sullivan i Steve McQueens film Shame (2011).
Sedan 2017 är Michael Fassbender gift med skådespelaren Alicia Vikander. Paret flyttade därefter från London till Lissabon. Paret har två barn födda 2021 respektive 2024.

## Filmografi (i urval)

### Filmer
| År   | Titel                      | Roll                     | Noteringar |
| ---- | -------------------------- | ------------------------ | ---------- |
| 2007 | 300                        | Stelios                  |            |
| 2007 | Angel                      | Esmé Howe-Nevinson       |            |
| 2008 | Hunger                     | Bobby Sands              |            |
| 2008 | Eden Lake                  | Steve                    |            |
| 2009 | Blood Creek                | Richard Wirth            |            |
| 2009 | Fish Tank                  | Connor                   |            |
| 2009 | Inglourious Basterds       | Lt. Archie Hicox         |            |
| 2010 | Centurion                  | Quintus Dias             |            |
| 2010 | Jonah Hex                  | Burke                    |            |
| 2011 | Jane Eyre                  | Edward Rochester         |            |
| 2011 | X-Men: First Class         | Erik Lehnsherr / Magneto |            |
| 2011 | A Dangerous Method         | Carl Gustav Jung         |            |
| 2011 | Shame                      | Brandon Sullivan         |            |
| 2012 | Haywire                    | Paul                     |            |
| 2012 | Prometheus                 | David                    |            |
| 2013 | 12 Years a Slave           | Edwin Epps               |            |
| 2013 | The Counselor              | Counselor                |            |
| 2014 | Frank                      | Frank                    |            |
| 2014 | X-Men: Days of Future Past | Erik Lehnsherr / Magneto |            |
| 2015 | Slow West                  | Silas                    |            |
| 2015 | Macbeth                    | Lord Macbeth             |            |
| 2015 | Steve Jobs                 | Steve Jobs               |            |
| 2016 | X-Men: Apocalypse          | Erik Lehnsherr / Magneto |            |
| 2016 | The Light Between Oceans   | Tom Sherbourne           |            |
| 2016 | Trespass Against Us        | Chad Cutler              |            |
| 2016 | Assassin's Creed           | Callum Lynch             |            |
| 2017 | Song to Song               | Cook                     |            |
| 2017 | Alien: Covenant            | David / Walter           |            |
| 2017 | Snömannen                  | Harry Hole               |            |
| 2019 | X-Men: Dark Phoenix        | Erik Lehnsherr / Magneto |            |
| 2023 | Next Goal Wins             | Thomas Rongen            |            |
| 2023 | The Killer                 | Christian / The Killer   |            |
| 2023 | Road to Le Mans — The Film | Sig själv                | Dokumentär |
| TBA  | Kung Fury 2                | Colt Magnum              |            |

### TV-serier
| År        | Titel                                                  | Roll                     | Noteringar       |
| --------- | ------------------------------------------------------ | ------------------------ | ---------------- |
| 2001      | Hearts and Bones                                       | Hermann                  | 3 avsnitt        |
| 2001      | Band of Brothers                                       | Burton 'Pat' Christenson | 7 avsnitt        |
| 2002      | NCS Manhunt                                            | Jack Silver              |                  |
| 2002      | Holby City                                             | Christian Connolly       | 1 avsnitt        |
| 2003      | Carla                                                  | Rob                      |                  |
| 2004      | A Bear Named Winnie                                    | Lt. Harry Colebourn      |                  |
| 2004      | Gunpowder, Treason & Plot                              | Guy Fawkes               |                  |
| 2004      | Julian Fellowes Investigates: A Most Mysterious Murder | Charles Bravo            |                  |
| 2004      | Sherlock Holmes and the Case of the Silk Stocking      | Charles Allen            |                  |
| 2004–2005 | Hex                                                    | Azazeal                  | 12 avsnitt       |
| 2005      | William and Mary                                       | Lukasz                   | 1 avsnitt        |
| 2005      | Murphy's Law                                           | Caz Miller               | 5 avsnitt        |
| 2005      | Our Hidden Lives                                       | German POW               |                  |
| 2006      | Brottet och straffet                                   | Douglas Nesbitt          | 1 avsnitt        |
| 2006      | Poirot: After the Funeral                              | George Abernethie        | 1 avsnitt        |
| 2007      | Wedding Belles                                         | Barney                   |                  |
| 2008      | The Devil's Whore                                      | Thomas Rainsborough      | 4 avsnitt        |
| 2019–2023 | Michael Fassbender: Road to Le Mans                    | Sig själv                | Dokumentär serie |

### Röst i TV-spel
- 2010 - Fable III